# Georg von Mascow
Georg von Mascow (* 25. April 1584; † 23. August 1638 in Greifswald) war ein deutscher Professor der Theologie.

## Leben
Georg war der Sohn des herzoglichen Kammerrates Nikolaus von Mascow (1532–1609) und der Magdalena Apenberg, Witwe des Ratsherrn Joachim Engelbrecht († 1566/67). Nach der Greifswalder Stadtschule besuchte er das Stralsunder Gymnasium. 1603 setzte er seine Studien an der Universität Greifswald fort. 1606 reiste er nach Tübingen, promovierte dort im Folgejahr zum Lizentiaten und 1608 zum Doktor der Theologie.
Mascow unternahm eine Bildungsreise nach Süddeutschland und kehrte im Winter 1608 nach Pommern zurück. Vom Herzog wurde er im Frühjahr 1609 als außerordentlicher Professor der Theologie nach Greifswald berufen. Zugleich war er ab 1627 Hofprediger und von 1634 bis 1638 Pastor in Wolgast.
1614 heiratete von Mascow Elisabeth Corswant (1594–1669), eine Tochter des Christoph Corswant und der Magdalena Reich, aus einem Greifswalder Patriziergeschlecht. Aus dieser Ehe gingen die beiden späteren Greifswalder Professoren Nikolaus und Petrus von Mascow hervor.